# Ortofotografía

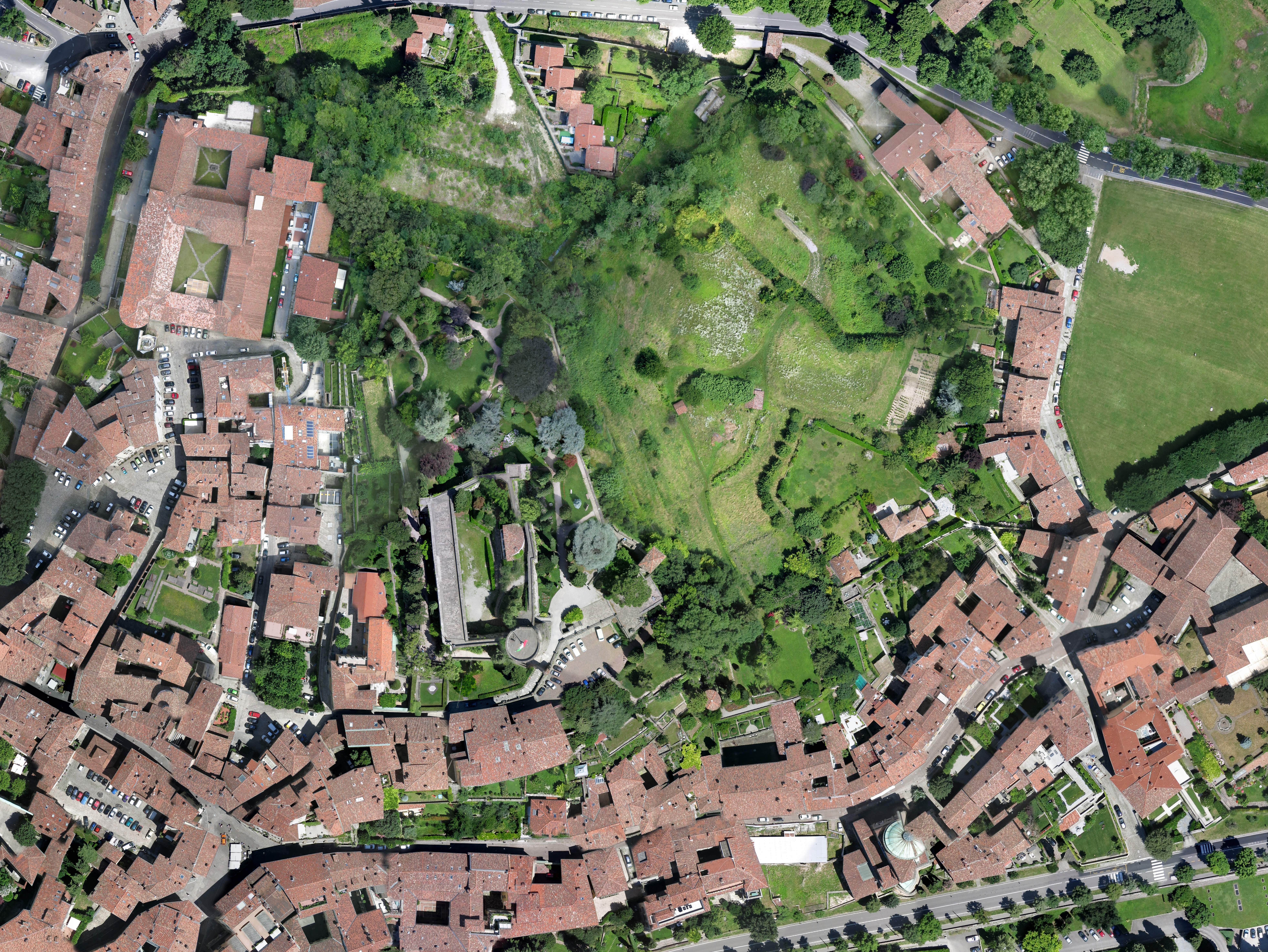
Ortofotografia drone, Bergamo, Città Alta.

Ortofotomapa del centro de la ciudad de Oviedo.

La ortofotografía (del griego orthós ‘correcto, exacto’) es la presentación fotográfica de una zona de la superficie terrestre, en la que todos los elementos están en la misma escala, libre de errores y deformaciones, con la misma validez de un plano cartográfico.
Una ortofotografía se consigue mediante un conjunto de imágenes aéreas (tomadas desde un avión o un dron), que han sido corregidas para representar una proyección ortogonal sin efectos de perspectiva, y en la que, por lo tanto, es posible realizar mediciones exactas, a diferencia de una fotografía aérea simple, que siempre presentará deformaciones causadas por la perspectiva de la cámara, la altura o la velocidad a la que se mueve la cámara. A este proceso de corrección digital se le llama ortorrectificación. En consecuencia, una ortofotografía (u ortofoto) combina las características de detalle de una fotografía aérea con las propiedades geométricas de un plano.

Se emplea esta técnica en geología, geografía, cartografía, fotogrametría, urbanismo, arquitectura y arqueología, entre otras ciencias.

### Otros métodos
Existe también la creación de ortofotografías desde otros métodos, como levantamientos fotográficos, referencias entre fotos a partir de puntos de concordancia. Esto se hace mediante la calibración de cámara y el uso de software especializado como, por ejemplo, Photomodeler.